# Écriture ouïghoure nouvelle
L’écriture ouïghoure nouvelle — يېڭى يېزىقى ou Uyghur Yëngi Yëziqi (UYY) en ouïghour — est une extension de l’alphabet latin pour l’écriture de l’ouïghour. L’alphabet est développé de 1960 à 1964 et a été l’écriture officielle de l’ouïghour en Chine jusqu’en 1982.